# Linaria volgensis
Linaria volgensis är en grobladsväxtart som beskrevs av N.S. Rakov och N.N. Tzvelev. Linaria volgensis ingår i släktet sporrar, och familjen grobladsväxter. Inga underarter finns listade i Catalogue of Life.